# Comarques gironines

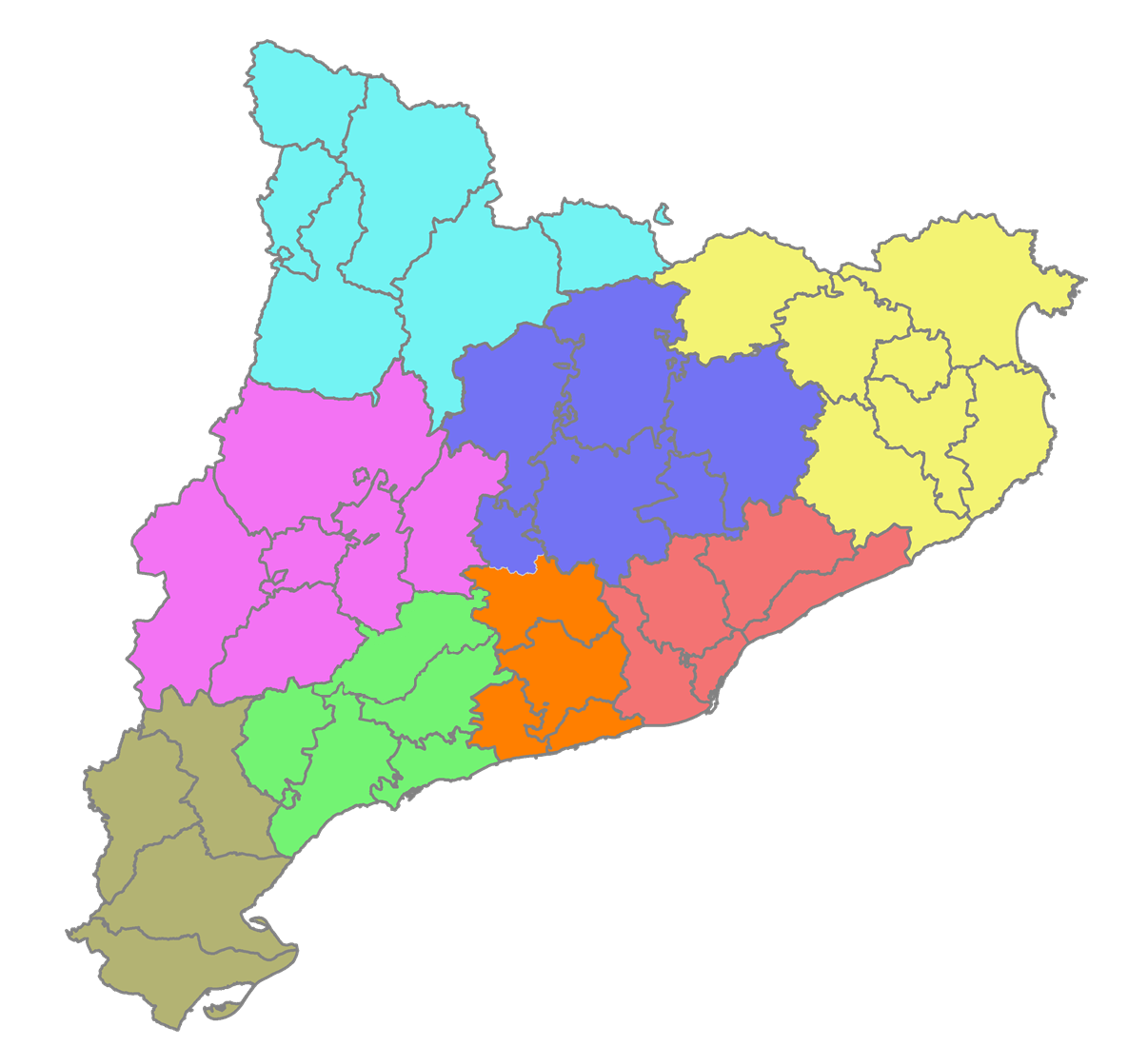
Comarques gironines

Mapa comarcal i municipal

Les Comarques Gironines és una de les vegueries catalanes i un dels vuit àmbits funcionals territorials de la Generalitat de Catalunya definits en el Pla territorial general de Catalunya. Té una població de 746.562 habitants. A vegades també s'empra el terme comarques gironines per a referir-se a la província de Girona: de fet, l'única diferència és que la província de Girona inclou també una part de la comarca de la Baixa Cerdanya i també els municipis d'Espinelves, Vidrà i Viladrau, pertanyents a la comarca d'Osona.
Inclou les comarques a l'entorn de la ciutat de Girona: el Gironès, la Selva, el Pla de l'Estany, la Garrotxa, el Ripollès, l'Alt Empordà i el Baix Empordà.
Les poblacions més importants són Girona, Figueres, Blanes i Lloret de Mar seguides d'Olot, Salt, Palafrugell, Sant Feliu de Guíxols, Roses, Palamós i Banyoles. L'economia és molt diversificada: agricultura, ramaderia, indústria, serveis (administratius, turístics de platja, turístics culturals, logístics), etc.
| Comarca         | Habitants |
| --------------- | --------- |
| Alt Empordà     | 141.517   |
| Baix Empordà    | 133.754   |
| Garrotxa        | 55.855    |
| Gironès         | 184.187   |
| Pla de l'Estany | 31.463    |
| Selva           | 173.518   |
| Ripollès        | 26.268    |